# Pyrausta nicalis
Pyrausta nicalis is een vlinder van de familie van de grasmotten (Crambidae). De wetenschappelijke naam van deze soort is voor het eerst voorgesteld als Stemmatophora nicalis door Augustus Radcliffe Grote in een publicatie uit 1878.
De soort komt voor in Canada en de Verenigde Staten.